# Antheacheres duebenii
Antheacheres duebenii is een eenoogkreeftjessoort uit de familie van de Antheacheridae. De wetenschappelijke naam van de soort is voor het eerst geldig gepubliceerd in 1857 door Sars M..